# Fort Vert
Fort Vert is een gehucht in de Franse gemeente Marck in het departement Pas-de-Calais. Het ligt twee kilometer ten noorden van het dorpscentrum van Marck; een paar kilometer verder noordwaarts ligt de Opaalkust. Het gehucht ligt aan de zuidkant van een duinenstrook.

## Geschiedenis
De 18de-eeuwse Cassinikaart toon hier het gehucht Petite Wald. Op kaarten uit de eerste helft van de 19de eeuw zijn de plaatsnamen Fort Vert in het westen en Petite Walde in het oosten van het gebied aangeduid.

## Bezienswaardigheden
- De Église de l'Immaculée-Conception